# Aether
Aether — видеоигра, созданная независимыми разработчиками Эдмундом Макмилленом и Тайлером Глэйелом и опубликованная на сайте Armor Games 3 сентября 2008 года. Игрок управляет мальчиком, перемещающимся верхом на головоногом моллюске, который путешествует по планетам и решает разные головоломки, чтобы восстановить на планетах цвета. Для перемещения в пространстве, игрок должен использовать язык головоногого, чтобы цепляться за предметы и отталкиваться от них.
Макмиллен и Глэйел создали Aether всего за 14 дней. Они хотели, чтобы игра вышла для игровой приставки Wii, где её можно было бы скачать на доступном там сервисе WiiWare. Игровые критики похвалили игру за её атмосферу и необычный визуальный стиль, тем не менее рецензенты раскритиковали сырое управление и зацикленную музыку.

## Игровой процесс
Aether — это приключенческая игра о космосе. Со слов разработчиков, игровой сюжет представляет собой аллюзию на детские эмоции и переживания. Игрок берёт на себя управление мальчиком, передвигающемся на головоногом и должен изучить четыре планеты, потерявшие свои цвета. С помощью своего языка, головоногий может путешествовать по космосу и между планетами. Посещение каждой планеты сопровождается уникальным саундтреком, также по мере приближения к планете, на игровых персонажей начинает действовать гравитация. Чтобы покинуть планету, головоногий должен зацепляться своим языком за облака. В космосе же, с отсутствием гравитации герои могут свободно дрейфовать и менять направление, сталкиваясь с метеоритами.
Цель игрока сводиться к тому, чтобы решить головоломки, находящиеся на каждой планете. Это может быть как помощь персонажам, также для решения некоторых задач требуется способность головоногого цепляться языком за предметы и раскачиваться. Решив все головоломки, планета возвращает себе обратно цвета.

## Разработка
Разработка игры велась Эдмундом Макмилленом и Тайлером Глэйелом. Тогда Макмиллен состоял в команде независимых разработчиков Cryptic Sea, отмеченных наградой за игру Gish, а Глэйел управлял собственно созданной независимой студией Glaiel Games, создававшей флеш-игры для веб-сайта Newgrounds. Над графикой и сюжетом работал Макмиллен, а Глэйел занимался программированием и написал музыку к игре. Aether была готова всего за 14 дней .
При создании сюжета и игровой вселенной, Макмиллен вдохновлялся собственным детством, в частности путешествие по космосу олицетворяло детское воображение, планеты воплощали страхи, а жители — детских «внутренних демонов» Макмиллена. Из-за того, что Макмиллен перенёс в игру свои детские переживания он в какой то момент стал сомневаться, стоит ли выпускать игру.. Глэйел занимался игровым дизайном и процессом и периодически советовался с Макмилленом, какие эмоции должна была передавать окружающая среда и сам игровой процесс. Глэйел признался, что идеи Макмиллена его очень вдохновляли завершить проекты быстрее. Оба разработчика хотели выпустить игру для игровой приставки Wii на игровом сервисе WiiWare. Позже игра была выпущена в составе сборника игр и комиксов от Макмиллена от This is a Cry For Help в ноябре 2008 года.

## Отзывы
Игру в целом ждали положительные отзывы со стороны игровых критиков, хотя оценка элементов управления была неоднозначной. Сюжет в игре сравнивали с рассказами Антуана де Сент-Экзюпери о маленьком принце 1943 года выпуска. Игру хвалили за её графику, красивую визуальную эстетику. Представитель Joystiq назвал визуальный стиль уникальным за её пастельные тона. Представитель Macworld высоко оценил то, как игра сочетает в себе приятные и одновременно гротескные образы. Критик Rock Paper Shotgun однако раскритиковал навязчиво повторяющуюся музыку. Представитель Wired также выразил разочарование на счёт продолжительности игры, позволяя игроку только на мгновенье насладиться ею.
Оценка игрового процесса была сдержаннее, в частности некоторые головоломки не были интуитивно понятными, также вызывают раздражения диалоги персонажей, не меняющиеся даже после решения головоломки . Критик Rock Paper Shotgun оценил возможность путешествовать в космосе. Элементы управления иногда кажутся удобными, а иногда наоборот невосприимчивы. Тем не менее подобное управление похвалили за оригинальность, а Aether стала по сути первой игрой, предлагающей перемещаться с помощью языка. Несмотря на весь потенциал, игровой процесс кажется очень ограниченным, например редакция инди-сайта Play This Thing заметила, что в космос стоило бы добавить больше геймплея, например туманности или чёрные дыры. Позже Макмиллен описывал Aether как прелюдию к его более масштабным будущим проектам. Дерек Ю, инди разработчик заметил, что у Aether был потенциал стать великой игрой, если бы на её разработку уделили больше времени и ресурсов. Игра была почётно упомянута на мероприятии IndieCade в 2009 году.